# Przybysławice (Sandomierz)
Pour les articles homonymes, voir Przybysławice.
Przybysławice est une localité polonaise de la gmina de Klimontów, située dans le powiat de Sandomierz en voïvodie de Sainte-Croix.